# Радік Альгус Костович
Альгус Костович Радік (Раадік) (26 липня 1906, село Віллевера повіту Вільянді Курляндської губернії, тепер Естонія — 4 червня 1964, місто Таллінн, тепер Естонія) — радянський естонський діяч, секретар ЦК КП(б) Естонії. Член Бюро ЦК КП(б) Естонії в 1947—1948 роках. Депутат Верховної ради Естонської РСР. Кандидат історичних наук (1958).

## Життєпис
Народився в родині шкільного вчителя, мати була домогосподаркою. Мати померла в 1909 році, був на вихованні у дядька. З 1913 по 1918 рік навчався у початковій школі у Вендрасі, закінчив 5 класів.
З травня 1918 по травень 1921 року — пастух і наймит у Мяр'ямаа та околицях Піліствере. У 1921 році родина емігрувала з Естонії до радянської Кримської АРСР. Батько був засновником і вчителем естонської школи-інтернату в місті Сімферополі, де навчався і Альгус Радік.
У вересні 1922 — лютому 1926 року — студент Вищої партійної школи в Петрограді і Комуністичного університету національних меншин Заходу імені Мархлевського.
У лютому 1926 — травні 1927 року — в естонській сільськогосподарській комуні «Зоря» Кущевського району Північно-Кавказького краю; пропагандист Маріїнської районної партійної школи Томського округу, пропагандист Троїцької районної партійної школи Томського округу. У травні — вересні 1927 року — в газеті «Сибірський вісник» у місті Новосибірську. У вересні 1927 — лютому 1928 року — інструктор серед естонської молоді Сибірського крайового комітету ВЛКСМ.
У лютому 1928 — липні 1929 року — студент Комуністичного університету національних меншин Заходу імені Мархлевського.
Член ВКП(б) з 1929 року.
З серпня 1929 по лютий 1930 року працював робітником на фабриці «Красный треугольник» у Ленінграді.
З лютого по жовтень 1930 року служив у 32-му стрілецькому полку Червоної армії.
У жовтні 1930 — січні 1931 року — завідувач школи для дорослих в Октябрському районі міста Ленінграда.
У січні 1931 — вересні 1932 року — завідувач редакторського відділу естонської газети «Edasi» («Вперед») у Ленінграді. У вересні 1932 — листопаді 1935 року — завідувач закордонного відділу газети «Ленінградська правда».
З кінця 1933 по квітень 1937 року організовував радіопередачі естонською мовою з Ленінграда. Був таємним співробітником розвідки Ленінградського військового округу.
У червні 1937 — грудні 1939 року — завідувач відділу публікацій, заступник директора недільної школи при Ленінградському лекторії.
У грудні 1939 — вересні 1940 року — працівник політичної освіти, завідувач організаційного відділу Ленінградської обласної ради профспілок.
У листопаді 1940 — лютому 1941 року — інструктор відділу пропаганди та агітації ЦК КП(б) Естонії.
У лютому — березні 1941 року — заступник відповідального редактора естонської газети «Комуніст».
У березні 1941 — січні 1942 року — народний комісар комунального господарства Естонської РСР.
У січні — березні 1942 року — заступник начальника Політичного відділу 249-ї Естонської стрілецької дивізії. У березні 1942 — липні 1946 року — начальник Політичного відділу 249-ї Естонської стрілецької дивізії.
25 липня 1946 — 15 квітня 1947 року — міністр кінематографії Естонської РСР.
5 квітня 1947 — 11 травня 1948 року — секретар ЦК КП(б) Естонії із пропаганди та агітації.
У травні 1948 року звільнений з посади через родинні зв'язки із дядьком — заможним селянином. До вересня 1948 року ніде не працював.
У вересні 1948 — листопаді 1950 року — слухач Вищої партійної школи при ЦК ВКП(б), аспірант Академії суспільних наук при ЦК ВКП(б).
З 1950 року — в розпорядженні ЦК ВКП(б); старший інспектор-методист Комітету в справах культурно-освітніх установ при Раді міністрів Естонської РСР у Таллінні.
У 1954—1959 роках — заступник директора Талліннського учительського інституту. У 1959 — 4 червня 1964 року — проректор Талліннського педагогічного інституту.
Помер 4 червня 1964 року в місті Таллінні.

## Звання
- підполковник

## Нагороди та премії
- орден Червоного Прапора (1944)
- орден Вітчизняної війни І ст. (1945)
- два ордени Червоної Зірки
- медалі